# Santa Cruz, Nariño
Santa Cruz là một khu tự quản thuộc tỉnh Nariño, Colombia. Thủ phủ của khu tự quản Santa Cruz đóng tại Guachaves Khu tự quản Santa Cruz có diện tích 560 ki lô mét vuông. Đến thời điểm ngày 28 tháng 5 năm 2005, khu tự quản Santa Cruz có dân số 3628 người.